# Казе Нуове Русо (Месина)
Казе Нуове Русо је насеље у Италији у округу Месина, региону Сицилија.
Према процени из 2011. у насељу је живело 969 становника. Насеље се налази на надморској висини од 31 м.